# Gadenweithöhe
Die Gadenweithöhe ist ein 652 m ü. A. hoher Gebirgsübergang in der Gemeinde Gresten-Land im westlichen Niederösterreich. Über den Pass führt die Landesstraße L6169. An der Ostrampe der sonst unauffälligen Passage befinden sich zwei Kehren.